# 律学
樂律學（英語：Musical temperament）音乐学的重要组成部分，研究樂律产生，定量，测量，数学表达及相关自然属性的交叉学科。以字義來說，西方所謂的「律學」（temperament）其實是為了解決畢式律所產生的不和諧八度所產生的「調整」，本身並沒有「規律」的意義。

## 范畴及争议
律学是声学、数学和音乐学的交叉学科，在中國由於史料不易取得，在《宋史・樂制三》中記載宋神宗言：「樂律絕學」。
西方圍繞著樂律學的爭議，從中世紀開始一直到現代仍然沒有停止。